# Marcia Reale
Pour les articles homonymes, voir Marche Royale.
La Fanfara e Marcia Reale d'Ordinanza (Fanfare et marche royales d'ordonnance), connue plus simplement sous le nom de Marcia Reale, est l'hymne national du royaume d'Italie depuis l'unification du pays, en 1861, jusqu'à l'armistice du 8 septembre 1943.
Elle comporte deux mouvements, la Fanfare Royale, d'auteur inconnu, et la Marche Royale proprement dite, qui a été composée comme marche de parade en 1831 ou en 1834 par le Turinois Giuseppe Gabetti (it).

## Histoire

### Composition

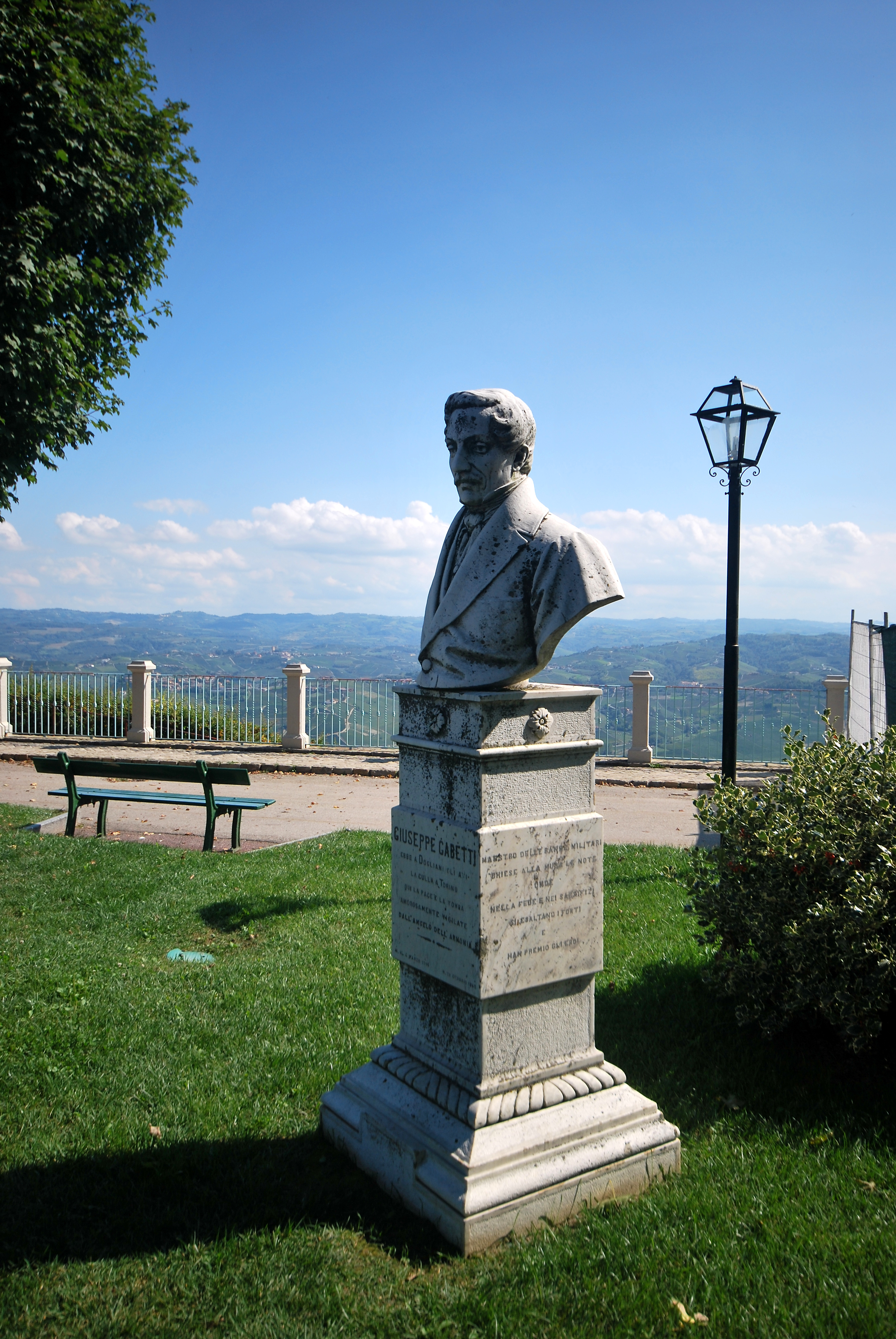
Buste de Giuseppe Gabetti à La Morra dans le Piémont.

La genèse de cette œuvre n'est pas claire. Selon certaines sources, le roi de Sardaigne Charles-Albert, peu après son accession au trône en 1831, aurait manifesté le désir de disposer d'une nouvelle marche qui accompagnerait ses apparitions publiques, en remplacement d'un vieil hymne qui était exécuté par un petit groupe de fifres. Le général De Sonnaz, à l'époque colonel de la brigade de Savoie, aurait alors proposé à Giuseppe Gabetti (it), chef d'orchestre de ce même régiment, de réaliser une nouvelle marche pour le souverain. Giuseppe Gabetti aurait alors composé deux airs et les aurait faits exécuter en présence de Charles-Albert. Le premier était une œuvre de laquelle il était pleinement satisfait, tandis que le second le convainquait moins. Le roi aurait justement choisi le second, à la suite de quoi l'auteur aurait lui-même détruit la partition de la marche écartée.
Selon d'autres sources, Giuseppe Gabetti et d'autres compositeurs auraient au contraire participé à un véritable concours pour le choix d'une nouvelle marche. Ce concours aurait été lancé en 1834 par le premier secrétaire d'État à la Guerre, Emanuele Pes di Villamarina (it) et Giuseppe Gabetti l'aurait gagné.
Quoi qu'il en soit, dans les deux cas, l'auteur aurait refusé le prix de 50 lires qui lui aurait été accordé,.

### Adoption
La Marche Royale est introduite dans une circulaire du 2 août 1834 du général Pes di Villamarina comme une marche spéciale des grenadiers de Sardaigne et plus généralement comme une marche pour les neuf autres brigades du royaume de Sardaigne,. La nouvelle composition devient donc marche d'ordonnance pour les troupes du royaume et accompagne chaque apparition publique du roi.
Le morceau est exécuté pour la première fois en public en août 1834, quand le roi Charles-Albert passe en revue quelques troupes rassemblées à San Maurizio Canavese pour une instruction. En 1848, l'Hymne sarde le rejoint en tant que musique officielle de la maison de Savoie. Ce dernier a été réalisé en 1844 par Giovanni Gonella (it) sur un texte de Vittorio Angius (it) comme un hommage de la population sarde à Charles-Albert. Mais avec le Risorgimento, c'est la Marche Royale qui devient en 1861 l'hymne officiel du nouvel État.

### Critiques
Bien qu'elle soit associée à la Maison de Savoie, qui avait contribué de façon déterminante à l'unification du pays, dans certains milieux libertaires, la Marche Royale n'était pas appréciée à cause de la musique, jugée rhétorique et ampoulée et du texte (non officiel) qui l'accompagne. En effet, celui-ci est plus centré sur la figure du souverain et de l'institution monarchique que sur l'histoire de l'Italie et sur les batailles pour l'affranchissement des puissances étrangères, qui, à chaque époque, avaient fait de la péninsule un lieu de conquête.
Parmi ceux qui ne s'identifient pas pleinement à la Marche Royale, il y a Giuseppe Verdi, qui, dans son Hymne des nations, une cantate profane composée à l'occasion de l'Exposition universelle de 1862 à Londres, utilise une citation de Fratelli d'Italia, et non de la Marche Royale, pour représenter l'Italie.
Malgré ces critiques, personne ne songea jamais sérieusement à remplacer la Marche Royale, qui ne se trouvait que renforcée par les succès de l'Italie dans la Première Guerre mondiale.

### Cohabitation avec l'hymne fasciste
À partir de 1925 et jusqu'à la chute du régime mussolinien, la Marche Royale était immédiatement suivie, en toute occasion publique, de Giovinezza, l'hymne officiel du Parti national fasciste. On a même pensé à fusionner les deux hymnes : c'est Umberto Giordano qui est sollicité, mais il refuse l'invitation et la proposition se perd.
En 1931, au Teatro Comunale de Bologne, Arturo Toscanini refuse d'exécuter la Marcia Reale ainsi que Giovinezza avant un concert en mémoire de Giuseppe Martucci. Cela le conduit à une altercation avec un militant fasciste, ce qui le contribue à le décider à abandonner l'Italie.

### Remplacement
Après l'armistice de Cassibile du 8 septembre 1943, le gouvernement Badoglio I, en signe de discontinuité avec la monarchie, adopte provisoirement la Canzone del Piave comme hymne national. Cet hymne est remplacé à son tour le 12 octobre 1946 quand Cipriano Facchinetti, ministre du gouvernement De Gasperi II, fait savoir que le 4 novembre qui suit, à l'occasion de la prestation de serment des forces armées, Fratelli d’Italia serait adopté. Néanmoins, à cause de cette situation compliquée, il est arrivé après la chute de la monarchie que lors de certaines manifestations sportives ou institutionnelles organisées à l'étranger, les musiciens des nations invitantes ont continué par erreur, au grand embarras des autorités républicaines, à jouer la Marcia Reale.

### De nos jours
L'air de Giuseppe Gabetti reste la musique officielle d'associations et de partis monarchistes. Jusqu'à la fin des années 1970, c'est aussi un symbole identitaire des Italiens conservateurs émigrés en Amérique, en opposition avec ceux qui s'identifient à la République, attachés au contraire à l'Hymne de Garibaldi de Luigi Mercantini.
La Marcia Reale, en tant qu'élément du patrimoine historique, est encore exécutée officiellement en public pendant les célébrations populaires traditionnelles, comme les célébrations de San Gennaro, de Saint Antoine ou à l'occasion du Jour de Christophe Colomb des communautés italo-américaines de nombreuses villes des États-Unis,.

## La musique
La Marche Royale est une marche militaire en ré majeur. Elle est exécutée par un orchestre d'instruments à vent et de percussions. Elle dure environ 3 minutes. Elle a une allure martiale d'environ 120 battements à la minute. Officiellement, il n'était pas prévu de texte.
La composition est habituellement précédée de trois sonneries de trompette et d'une brève fanfare d'auteur inconnu, qui remonte peut-être au XVIIIe siècle et qui était probablement au départ un air de chasse.
L'originalité de la musique a été remise en question. En effet, le thème de Giuseppe Gabetti ressemble quelque peu à l'ouverture de La Cenerentola et à une marche de Mosè in Egitto, deux opéras de Gioachino Rossini. Néanmoins, la mélodie facilement reconnaissable et le rythme enjoué en ont assuré le succès au point qu'il a été transcrit pour les instruments les plus divers, de l'orchestre d'harmonie à l'orchestre symphonique, au piano ou à l'orgue.

## Le texte
La Marcia Reale étant une composition purement instrumentale, il n'y a pas de texte officiel. Après l'unité italienne, quand le morceau est devenu hymne national, on a cherché à lui ajouter des paroles, mais la structure de la musique est peu adaptée au chant, et pendant des décennies il a été difficile de lui appliquer un texte. Néanmoins, il existe quelques paroles non officielles, souvent d'attribution incertaine, qui ont accompagné l'exécution de l'hymne en de nombreuses occasions. Une des plus répandues est la suivante :
Fanfare
| Paroles en italien | Sens des paroles en français |
| --- | --- |
| Evviva il Re! Evviva il Re! Evviva il Re! Chinate, oh reggimenti, le Bandiere al nostro Re, la gloria e la fortuna dell'Italia con Lui è. Chinate, oh reggimenti, le Bandiere al nostro Re, bei fanti di Savoia gridate «Evviva il Re!». | Vive le Roi ! Vive le Roi ! Vive le Roi ! Abaissez, oh régiments, les drapeaux devant notre Roi, la gloire et la chance de l'Italie est avec lui. Abaissez, oh régiments, les drapeaux devant notre Roi, beaux enfants de Savoie criez « Vive le Roi ! ». |

Marche
| Paroles en italien | Sens des paroles en français |
| --- | --- |
| Viva il Re! Viva il Re! Viva il Re! Le trombe liete squillano. Viva il Re! Viva il Re! Viva il Re! Con esse i canti echeggiano. Rullano i tamburi e le trombe squillano, squillano. Cantici di gloria eleviamo con gioia e fervor. Tutta l'Italia spera in te, l'Italia crede in te, segnal di nostra stirpe e libertà, e libertà! Quando i nemici agognino i nostri campi floridi dove gli eroi pugnarono nella trascorsa età finché duri l'amor di Patria fervido finché regni la nostra civiltà. L'Alpe d'Italia libera del bel parlare angelico piede d'odiato barbaro giammai calpesterà finché duri l'amor di Patria fervido finché regni la nostra civiltà. Come falange unanime i figli della Patria si copriran di gloria gridando «Viva il Re!» Viva il Re! | Vive le Roi ! Vive le Roi ! Les trompettes joyeuses sonnent. Vive le Roi ! Vive le Roi ! Avec elles les chants résonnent. Roulent les tambours et les trompettes résonnent, résonnent. Nous élevons avec joie et ferveur des cantiques de gloire. Toute l'Italie espère en toi, l'Italie croit en toi, emblème de notre lignage et liberté, et liberté ! Quand les ennemis convoitent nos champs en fleur où les héros luttèrent pendant les âges passés tant que dure l'amour fervent de la Patrie tant que règne notre civilisation. Le pied du barbare haï ne foulera jamais les montagnes de l'Italie libre au beau parler angélique tant que dure l'amour fervent de la Patrie tant que règne notre civilisation. Comme des phalanges unanimes les fils de la Patrie se couvriront de gloire en criant « Vive le Roi ! » Vive le Roi ! |

### Crédit d'auteurs
- (it) Cet article est partiellement ou en totalité issu de l’article de Wikipédia en italien intitulé « Marcia Reale » (voir la liste des auteurs).